# Acanthascus bidentatus
Acanthascus bidentatus är en svampdjursart som beskrevs av Okada 1932. Acanthascus bidentatus ingår i släktet Acanthascus och familjen Rossellidae. Inga underarter finns listade i Catalogue of Life.